# Alexander Stuart (znanstvenik)
Alexander Stuart, škotski zdravnik in prirodoslovec * 1673, Aberdeen, † 1742.
Stuart je bil kirurg pri Kraljevi vojni mornarici in Britanski kopenski vojski. Leta 1714 je postal član Kraljeve družbe in leta 1728 član Kraljevega kolidža zdravnikov.

## Priznanja

### Nagrade
- Copleyjeva medalja (1749)

1. 1 2  Record #10429714X // Gemeinsame Normdatei — 2012—2016.
2. 1 2  Munk's Roll